# A Igreja de Jesus Cristo dos Santos dos Últimos Dias em Tonga
A Igreja de Jesus Cristo dos Santos dos Últimos Dias (vulgarmente conhecida como A Igreja Mórmon) em Tonga refere-se à contribuição de Tonga na História d'A Igreja de Jesus Cristo dos Santos dos Últimos Dias desde sua assimilação no final do século XIX até a atualidade. A Igreja foi estabelecida no país em 1891, e, com pouco mais de 55 000 Santos dos Últimos Dias, se constitui como o país com maior densidade de mórmons no mundo, correspondendo a quase metade de sua população adepta deste segmento cristão.
Uma igreja de fundamentação cristã com características restauracionistas., a comunidade mórmon é a maior denominação originária do Movimento dos Santos dos Últimos Dias. A sede da Igreja situa-se em Salt Lake City e estabeleceu congregações em todo o mundo. Em 2009, a Igreja relatou um pouco mais de 13,8 milhões de adeptos em todo o mundo, um crescimento de 27,4% comparado ao ano de 2006, onde eram 12,5 milhões de adeptos mundialmente, enquanto em 1990 eram apenas 7,7 milhões

## História

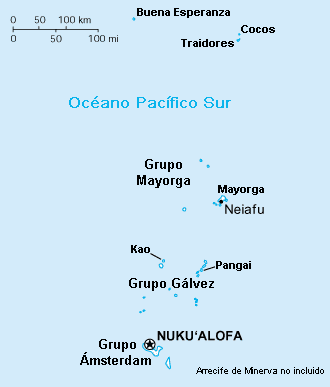
A Igreja SUD foi estabelecida em Tonga em 15 de julho de 1891.

Em 1891, o rei George Tupou I foi visitado pelos primeiros missionários Santos dos Últimos Dias que desembarcaram em Tonga. Os missionários tinham como objetivo obter permissão do rei para realizar o proselitismo mórmon no país, e a permissão foi concedida. A primeira propriedade mórmon no país foi comprada ainda no mesmo ano, sendo uma casa de missão, onde também foi construída uma escola e um barco foi fixado para as viagens entre as ilhas do arquipélago. Com o passar dos anos, a denominação mórmon em Tonga começou a elevar seu crescimento, destacando-se entre as religiões do país.
O primeira pessoa de nacionalidade tonganesa a ser convertido ao mormonismo chamava-se Alipate, em 1892. Os primeiros missionários mórmons, que adentraram no país, foram Brigham Smoot e Alva J. Butler, responsáveis também pela criação do Distrito de Tonga e da Missão Tonga, esta surgida após a divisão da Missão Samoa.
Em 1897, a Missão Mórmon de Tonga deixou de ser operada pela Igreja. No mesmo ano, os missionários mórmons estrangeiros que viviam no país retornaram à Samoa. William O. Facer e Heber J. McKay, dois mórmons idosos, reestabeleceram a Missão em 1907.
Durante a Segunda Guerra Mundial, muitos soldados Mórmons que estavam nas proximidades de Tonga frequentaram as reuniões religiosas locais. Após a guerra, a Igreja recebeu um forte crescimento no país, sendo que muitos jovens tonganeses foram chamados para servir como missionários mórmons.
Em 1946, O Livro de Mórmon foi publicado no idioma tonganês, assim como outras doutrinas e exemplares da denominação, como Doutrina e Convênios. A Pérola de Grande Valor foi traduzida somente em 1960.
As escolas contribuíram para a expansão e o crescimento da religião mórmon nas ilhas de Tonga. Em 1907, uma escola em Neiafu foi construída e operada pela Igreja, que também passou a operar outra escola em 'Eua, esta inaugurada em 1924. Um novo complexo educacional, a Liahona High School, foi criada em 1952, tornando-se uma das maiores e mais bem sucedidas instituições de ensino em Tonga. Esta mesma instituição enviou centenas de estudantes tonganeses para a Universidade Brigham Young, nos Estados Unidos, também operada pela Igreja Santos dos Últimos Dias.
Em agosto de 1983, foi dedicado o Templo de Nuku'alofa, primeiro e único templo mórmon no país.

### Atualidade
Em 2010, havia 55 173 Santos dos Últimos Dias no país, em sua maioria vivendo na ilha principal, Tongatapu. O país possui, ainda, 16 estacas, 2 distritos, 165 alas (congregações), 39 ramos, 17 Centros de História da Família, 1 Missão e 1 Templo. Os mórmons no país representam 46% do total da população do país, sendo a segunda maior religião dos habitantes de Tonga.
O Censo de Tonga de 2006 coloca a A Igreja de Jesus Cristo dos Santos dos Últimos Dias como o segundo maior corpo religioso do país, com 16,8% da população, seguidos pelos católicos que somavam 15,6% da população do arquipélago. Embora a igreja dominante no território seja a Igreja Wesleyana Livre de Tonga, nos últimos anos houve uma diminuição no número de seus adeptos, o mesmo acontecendo com a Igreja Católica. Ao mesmo tempo que essas duas denominações perderam seguidores, as demais aumentaram em número de fiéis, com destaque para a Igreja Livre de Tonga e A Igreja de Jesus Cristo dos Santos dos Últimos Dias, sendo que os Santos dos Últimos Dias superou a Igreja Católica e tornou-se a segunda maior entidade religiosa no país.

## Missões
Quando os missionários chegaram pela primeira vez em Tonga, em 15 de Julho de 1891, Tonga fazia parte da missão de Samoa. Em 8 de julho de 1916, foi organizada a Missão de Tonga, que incluía a maior parte do Sul do Pacífico. A Missão Tonga foi renomeada em 10 de Junho de 1970, passando a chamar-se Missão Tonga Nuku'alofa. Em 23 de julho de 1971, foi estabelecida a missão Fiji, derivada da Missão de Tonga.

## Templo
O Templo de Nuku'alofa é o 23º templo construído pela Igreja Mórmon. Foi anunciado em 2 de abril de 1980 e terminou de ser construído em 18 de fevereiro de 1981. Foi dedicado em 9 de agosto de 1983 por Gordon B. Hinckley e rededicado em 4 de novembro de 2007 por Russell M. Nelson. Está localizado no centro da principal ilha de Tonga, a ilha de Tongatapu. A área onde está situado o templo é popularmente conhecida como Liahona, após a igreja ter construído uma escola com esse nome no local. O templo localiza-se ao sul da capital, Nuku'alofa.
É o único templo da denominação mórmon em Tonga, e tem planta semelhante ao de outros templos do sul do Pacífico, assim como o Templo de Apia (reconstruído em 2005) e o Templo de Papeete, no Taiti. Foi construído com um design moderno, com torre única, semelhante ao Templo de Berna, na Suíça e de Londres, Inglaterra. A maior parte das obras de construção do templo foi realizada pelo trabalho de  missionários da Nova Zelândia e outras ilhas do Pacífico Sul. O templo foi construído sobre uma área de 20.000 metros quadrados e tem uma superfície total de 1.358 metros quadrados. Entre seus cômodos sagrados, destacam-se três quartos de vedação.